# Polowat
Polowat är en ö i Mikronesiska federationen.   Den ligger i kommunen Polowat Municipality och delstaten Chuuk, i den västra delen av landet, 1 000 km väster om huvudstaden Palikir. Arean är 3,4 kvadratkilometer.